# Rubus undabundus
Rubus undabundus är en rosväxtart som beskrevs av Sergei Vasilievich Juzepczuk. Rubus undabundus ingår i släktet rubusar, och familjen rosväxter. Inga underarter finns listade i Catalogue of Life.